# ایده‌گرایی
ایده‌گرایی(به انگلیسی: ietsisme)، اعتقادی مشخص نشده به چیزی ماورایی و نامشخص است. این اصطلاحی هلندی برای طیف وسیعی از اعتقادات است که افراد معتقد به آن، باور دارند که: «باید چیزی ماورایی وجود داشته باشد که قابل شناخت یا اثبات نباشد»؛ اما از طرف دیگر، لزوماً سیستم اعتقادی، جزم‌گرایی یا خدایی را که دین خاصی ارائه بدهد، قبول نمی‌کنند. برخی اصطلاحات مرتبط در زبان انگلیسی برای ایده‌گرایی وجود دارد، مانند خداباوری ندانم‌گرا (گرچه بسیاری از متخصصان ایده‌گرایی اعتقادی به یک یا چند خدا ندارند و بنابراین خداناباور ندانم‌گرا هستند)، تلفیق‌گرایی، دادارباوری و معنویت سکولار.
ایده‌گرایان ممکن است خود را مسیحی یا پیرو آیین دیگری بر اساس هویت فرهنگیشان بدانند، اما به قوانین مسیحیت اعتقاد نداشته باشند(مسیحی فرهنگی).

## تعریف
این نام پس از نظرسنجی‌ای در هلند به وجود آمد:"آیا شما به مسیحیت یا خدا اعتقاد دارید؟"؛ یکی از پاسخ‌ها چنین بود:"نه، اما باید چیزی ماورایی وجود داشته باشد"، واژه "چیزی ماورایی" باعث شد به این نوع اعتقاد، در اصطلاح هلندی، ایده‌گرایی گفته شود.
زیست‌شناس مولکولی و روزنامه نویسِ خداناباور، رونالد پلاسترک (که بعداً به عنوان وزیر آموزش، فرهنگ و علوم هلند و وزیر کشور و روابط پادشاهی در انگلستان خدمت کرد)، متنی را نوشت و در سال ۱۹۹۷ در مجله 《Intermediar》 منتشر کرد، که در آن از این کلمه استفاده می‌کرد. این اصطلاح پس از استفاده پلاسترک در برنامه تلویزیونی بیرون دادگاه، به‌طور گسترده‌ای در هلند مشهور شد. در اکتبر ۲۰۰۵، واژه ایده‌گرایی در نسخه چهاردهم فرهنگ لغت زبان هلندی ون دیل گنجانده شد.
در حدود سال ۲۰۱۲، این اصطلاح شروع به گردش در میان انگلیسی‌زبانان به عنوان یک وام واژه کرد. اخیراً، واژه ایده‌گرایی (در صحبت‌های بعضی از افراد) برای توصیف افراد با این دیدگاه در هلند ظاهر شده است، اما هنوز به‌طور گسترده‌ای در زبان انگلیسی وام گرفته نشده است.
اصطلاح ایده‌گرایی در اروپا به‌طور گسترده‌تری مورد استفاده قرار می‌گیرد، و در مقابل عبارت «معنویت سکولار» در آمریکای شمالی حاکم است. این واژه در زبان‌های مختلفی هست، مانند هلندی(ietsisme)، آلمانی(Ietsismus)، روسی(итсизм)، چکی(něcismus)، اسپانیایی("ietsismo")، یونانی("Ιετσισμός")، فریزی غربی(eatsisme)، اوکراینی(ітсизм) و بلاروسی
(іцызм.

## باورها
ایده‌گرایی را تقریباً می‌توان به عنوان اعتقادی خود به خود یا مشابه آن توصیف کرد، بدون اینکه فرض شود دقیقاً چه چیزهایی یا اشیایی از چنین خاصیتی برخوردار هستند (خاصیت ماورایی و قابل اثبات بودن)؛ این مانند نقد شدن ذاتی بدون مشخصات بیشتر است. پذیرش "چیزی ماورایی وجود دارد"، نوعی معنای زندگی است. چیزی که به خودی خود هدف است یا چیزی بیشتر از زندگی است و آن چیز ماورایی، "..." است (این‌جای خالی بسته به اشیا و حقایق مختلف، پر می‌شود). از طرف دیگر، ایده‌گرایی به سادگی "چیزی ماورایی وجود دارد" را می‌پذیرد، بدون اطلاعات یا جزئیات بیشتر.
برخلاف ندانم‌گراها که اغلب در مورد خدایان یا سایر موجودات ماورایی دیدگاه تردیدآمیز دارند (به عنوان مثال "ما نمی‌توانیم با اطمینان بدانیم که خدایی وجود دارد")، متخصصان ایده‌گرایی این دیدگاه را ادامه می‌دهند: "و با این حال احساس می‌شود چیزی وجود دارد…" این نوعی لیبرالیسم مذهبی یا غیرفرقه گرایی است. ایده‌گرایی ممکن است به عنوان کوچک‌ترین نوع پوچ گرایی توصیف شود، زیرا می‌پذیرد که چیزی وجود دارد، اما تا آنجا که ممکن است بدون هیچ شواهد اساسی دیگری این را می‌پذیرد.
اعتقادات ایده‌گرایی بسیار متنوع هستند، اما هیچ‌کدام در دین‌های اصلی قرار نمی‌گیرند. در ایده‌گرایی غالباً مفاهیمی از ادیان مختلف، عقاید عامیانه، خرافات یا ایدئولوژیها با هم ترکیب می‌شوند، اما ایده‌گرا احساس نمی‌کند به دگم‌ها و قوانین آیین خاصی تعلق دارد یا به آنها اعتقاد دارد. در ایده‌گرایی معمولاً خدای شخصی وجود ندارد که به‌طور فعال در زندگی انسان دخالت کند و یک ایده‌گرا می‌تواند همزمان یک خداناباور باشد. برخی از ایده‌گرایان به چیزی ماورایی و نامشخص یا یکی از انسان‌نماهای خاص‌تر معتقدند، برخی دیگر فقط به معنویت، روح یا نوعی زندگی پس از مرگ. ایده‌گرایی اغلب همزمان با اعتقاد به موضوعات شبه علم یا ماوراءالطبیعه پدید می‌آید، مانند طب سوزنی، فرشتگان، انسان‌نما، طالع بینی، کف بینی، چاکرا، روشن بینی، خدایان چند گانه، الف‌ها، انرژی درمانی، انرژی باطنی، ارواح، سنگ درمانی، هومیوپاتی، کارما یا استئوپاتی.
ایده‌گرایی همچنین دارای شباهت‌های بسیاری با اعتقادات دیگر دارد، مانند دادارباوری و به اصطلاح «خدای گودال‌ها»، که ریشه آنها بیشتر به پرسش‌های مربوط به ماهیت و منشأ جهان فیزیکی برمی‌گردد. می‌توان گفت که ایده‌گرایی «خداباوری معنوی» است.
از آنجا که ایده‌گرایان به هیچ‌یک از خدایانی که ادیان اصلی ارائه کردند اعتقاد ندارند، تصور هر یک از ایده‌گرایان از معنویت متفاوت خواهد بود. این تصور می‌تواند برگرفته از یهودیت، مسیحیت و اسلام باشد (که خدا را به‌عنوان نیرو یا ذهنی که در خارج از جهان وجود دارد باور دارند)، تا موقعیتی مشابه جهان بینی بودایی، که یعنی قدرت معنوی جمعی موجود در جهان باشد. سایر ایده‌گرایان کاملاً ندانم‌گرا هستند، و ماهیت واقعی خدا را کاملاً ناشناخته یا غیرقابل شناخت می‌دانند.
نظرسنجی انجام شده توسط روزنامه روزانه هلندی بهترین در اکتبر ۲۰۰۴ نشان داد که حدود ۴۰٪ از پاسخگویان ایده‌گرا هستند و سایر کشورهای اروپای شمالی نیز احتمالاً درصدهای مشابهی دارند. از یک نظرسنجی در دسامبر سال ۲۰۱۴ که دانشگاه وی‌یو آمستردام آن را انجام داد، نتیجه‌گیری شد که جمعیت هلند دارای ۲۷٪ ایده‌گرا، ۳۱٪ ندانم‌گرا، ۲۵٪ خداناباور و ۱۷٪ خداباور است.
از آنجایی که نمی‌توان ایده‌گرایان را همیشه در گروه مذهبی یا غیرمذهبی قرار داد، ایده‌گرایی به‌دلیل قرار گرفتن در گروه مذهبی در آمار، معمولاً اشتباه گرفته می‌شود. این قرار گرفتن در گروه مذهبی‌ها، به این دلیل است که برچسب مذهبی یا غیرمذهبی زدن به ایده‌گرایان در آمار، تعادل جمعیتی را برای کشورِ به‌طور عمده مذهبی یا عمدتاً غیر مذهبی، بیشتر می‌کند.